# Jeff Maguire
Jeff Maguire (* 1952) ist ein US-amerikanischer Drehbuchautor, der durch Kinofilme wie Flucht oder Sieg, In the Line of Fire – Die zweite Chance, Timeline oder Spiel auf Bewährung international bekannt wurde.

## Leben und Karriere
Jeff Maguire, geboren 1952 und aufgewachsen in Greenwich im Bundesstaat Connecticut, verlor bereits mit 14 Jahren seinen Vater durch einen Schlaganfall, woraufhin die Mutter, eine Krankenschwester, gezwungen war die vier Kinder alleine durchzubringen. Während seiner Zeit am Hampshire College in Amherst, Massachusetts entwickelte Maguire sein Interesse am Schreiben. Nach dem College arbeitete er unter anderem in Alaska bei der Eisenbahn und als Kellner in einem Restaurant in Beverly Hills, danach zog er nach New York, um für den Freund Djordje Milicevic an Industriefilmen zu arbeiten. Die beiden schrieben auch gemeinsam an einem Film über Schlittenhunderennen, der in den 1980er Jahren schließlich in Kanada produziert wurde.
1981 gelang ihm als Drehbuchautor der Durchbruch mit seiner Geschichte zur Kinoproduktion Flucht oder Sieg einem Drama mit Michael Caine und Sylvester Stallone, inszeniert von Altmeister John Huston. Im Jahr 1983 heiratete er die Schriftstellerin Lynn Nau, eine Lehrerin, und im Jahr 1985 bekam das Paar einen Sohn mit Namen Danny. 1986 verfasste er zusammen mit Djordje Milicevic und Jamie Brown das Drehbuch für das kanadische Action-Drama Toby McTeague von Jean-Claude Lord. Zwischen 1986 und 1992 einer für ihn finanziell angespannten Zeit, wo er mehrere Drehbücher schrieb, die aber nicht verfilmt wurden, erhielt Maguire dann 1994 eine Oscar-Nominierung in der Kategorie Bestes Originaldrehbuch für seine Arbeit an Wolfgang Petersens dramatischem Thriller In the Line of Fire – Die zweite Chance mit Clint Eastwood und John Malkovich in den Hauptrollen, die auch seine Finanzprobleme mit einem Schlag lösten. Darüber hinaus erhielt dieses Drehbuch Nominierungen für die BAFTA Awards, für die Edgar Allan Poe Awards und für die Writers Guild of America.
Anfang 2003 entstand schließlich das Drehbuch zu Richard Donners Science-Fiction-Film Timeline und im Jahr 2006 das Script für Phil Joanous Sportlerdrama Spiel auf Bewährung für Columbia Pictures.
Jeff Maguire lebt heute in Manhattan Beach, Kalifornien.

## Auszeichnungen
- 1994: Nominierung für den Oscar in der Kategorie Bestes Originaldrehbuch für In the Line of Fire – Die zweite Chance
- 1994: Nominierung für den BAFTA Award in der Kategorie Bestes Originaldrehbuch für In the Line of Fire – Die zweite Chance

## Filmografie (Auswahl)

### Kino
- 1981: Flucht oder Sieg (Victory)
- 1986: Toby McTeague
- 1993: In the Line of Fire – Die zweite Chance (In the Line of Fire)
- 2003: Timeline
- 2006: Spiel auf Bewährung (Gridiron Gang)